# Florentin Rădulescu
Florentin Rădulescu (n. 29 iulie 1976) este un fost fotbalist român care a evoluat pe postul de portar. După retragerea din activitatea de jucător, a devenit antrenor de portari.

## Primul joc în Liga I
| Data       | Club              | Club advers        | Competiție | Scor |
| ---------- | ----------------- | ------------------ | ---------- | ---- |
| 09.04.1997 | Petrolul Ploiești | Chindia Târgoviște | Divizia A  | 1-1  |
|            |                   |                    |            |      |

## Statistici
| Sezon     | Club              | Competiție | Apariții | Goluri |
| --------- | ----------------- | ---------- | -------- | ------ |
| 1993-1994 | Flacăra Moreni    | Divizia B  | -        | 0      |
| 1994-1995 | Flacăra Moreni    | Divizia B  | 3        | 0      |
| 1995-1996 | Flacăra Moreni    | Divizia B  | -        | 0      |
| 1996-1997 | Flacăra Moreni    | Divizia B  | -        | 0      |
| 1996-1997 | Petrolul Ploiești | Divizia B  | 2        | 0      |
| 1997-1998 | Petrolul Ploiești | Divizia B  | 17       | 0      |
| 1998-1999 | Petrolul Ploiești | Divizia B  | 33       | 0      |
| 1999-2000 | Petrolul Ploiești | Divizia B  | 20       | 0      |
| 1999-2000 | Rapid București   | Divizia A  | 13       | 0      |
| 2000-2001 | Rapid București   | Divizia A  | 14       | 0      |
| 2001-2002 | Rapid București   | Divizia A  | 5        | 0      |
| 2002-2003 | Astra Ploiești    | Divizia A  | 5        | 0      |
| 2003-2004 | FC Argeș Pitești  | Divizia A  | 11       | 0      |
| 2004-2005 | Petrolul Ploiești | Divizia B  | 1        | 0      |
| 2004-2005 | FC Vaslui         | Divizia B  | -        | 0      |
| Total     | Total             | Total      | -        | -      |